# Vranica
Vránica (latinsko lien, grško splēn) je limfatični organ v zgornjem levem delu trebušne votline, zgrajen iz bele in rdeče pulpe, v katerem se skladiščijo in razkrajajo rdeče krvničke (eritrociti) ter se razmnožujejo limfociti. Leži v levem subdiafragmalnem prostoru (pod trebušno prepono) v višini od IX. do XI. rebra, med želodcem in steno prsnega koša. Po obliki spominja na kavno zrno. Je temno rjave barve. Dolga je 12 cm, široka 8 cm in debela 3–4 cm. V povprečju tehta 170 gramov.

## Zgradba
Pri zdravem odraslem meri v dolžino okoli 7 do 14 cm ter tehta 150 do 200 g. Je vijoličaste barve in leži v levem zgornjem kvadrantu trebuha.
Zgrajena je iz več ločenih, a anatomsko povezanih sestavnih delov. Bela pulpa vsebuje germinativne centre, v katerih so spravljeni limfociti, plazmatke in makrofagi. Najdemo jih okrog centralne arterije. Rdeča pulpa (tudi vranična meča) predstavlja večino organa. V njej so Billrothovi endotelijski povezki, ki segajo interdigitalno med vranične sinusoide. V rdeči pulpi so mnoge majhne arterije. Glavna vloga rdeče pulpe je filtriranje antigenov, mikroorganizmom in poškodovanih ali starih rdečih krvničk iz krvi.

## Vloga vranice v organizmu
Vranica je pomembna pri fagocitozi in razgradnji starih in poškodovanih krvnih celic s pomočjo makrofagov. 
Pri otrocih do petega meseca nosečnosti je vranica bistven krvotvorni organ, kjer poteka nastajanje novih rdečih krvničk. V primeru obolelega kostnega mozga lahko vranica prevzame vlogo pomembnega krvotvornega organa tudi pri odraslih ljudeh. 
Ljudje, katerih vranica ni več funkcionalna ali ki so brez nje (asplenija), imajo oslabljeno odpornost zlasti proti bakterijam s kapsulami.